# Krásny Brod
Krásny Brod (Hongaars:Laborcrév) is een Slowaakse gemeente in de regio Prešov, en maakt deel uit van het district Medzilaborce.
Krásny Brod telt 416 inwoners.

## Galerij

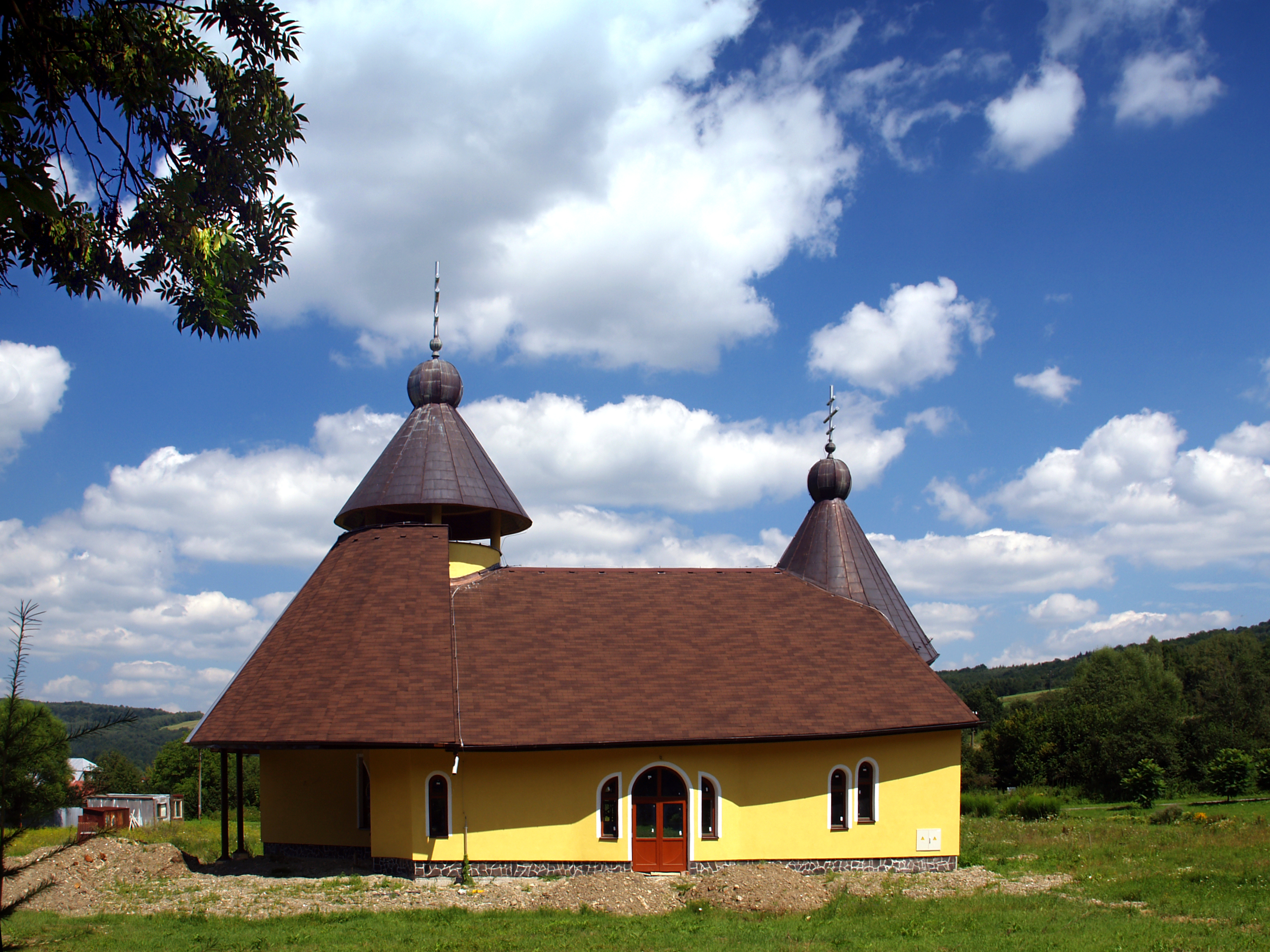
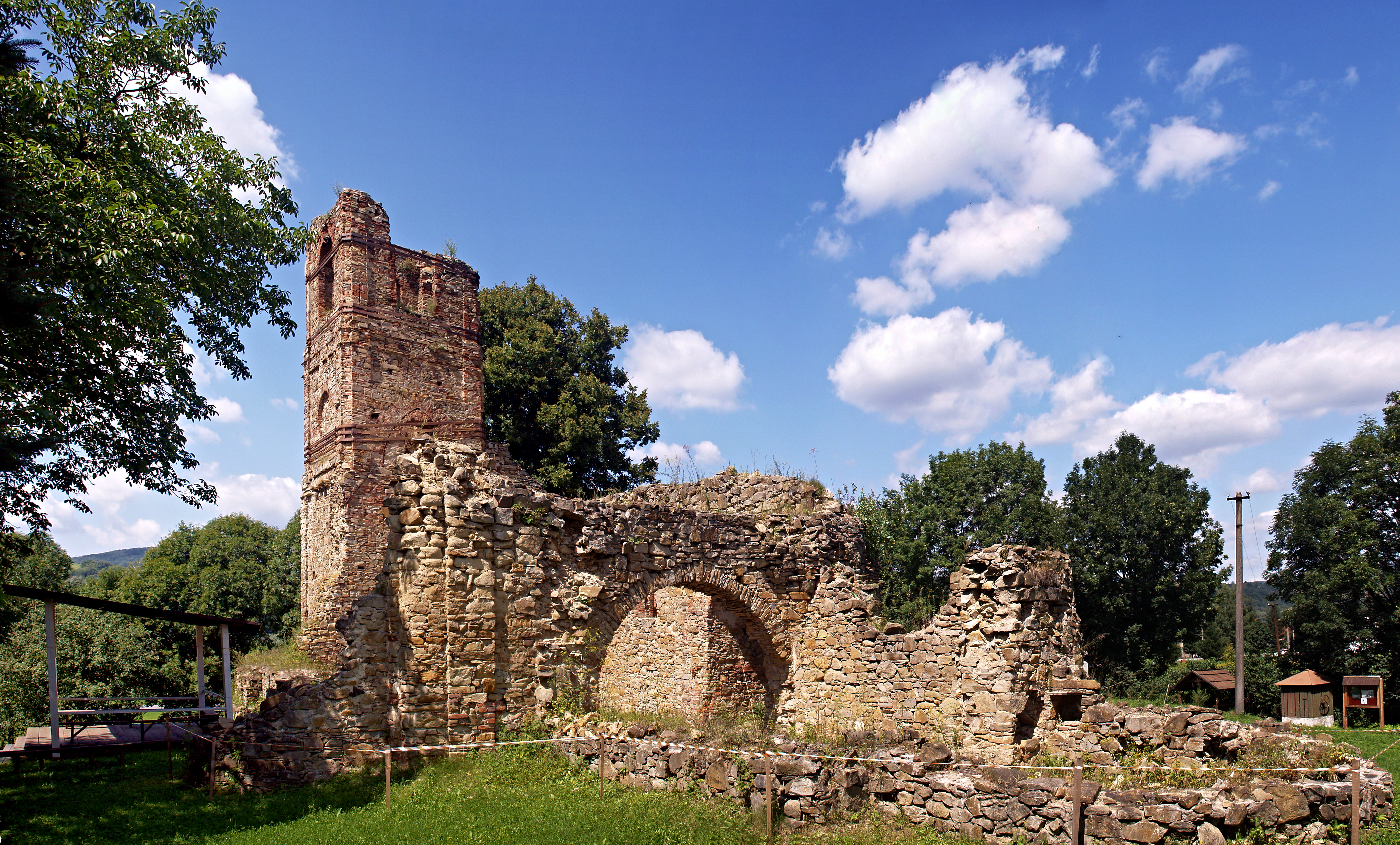
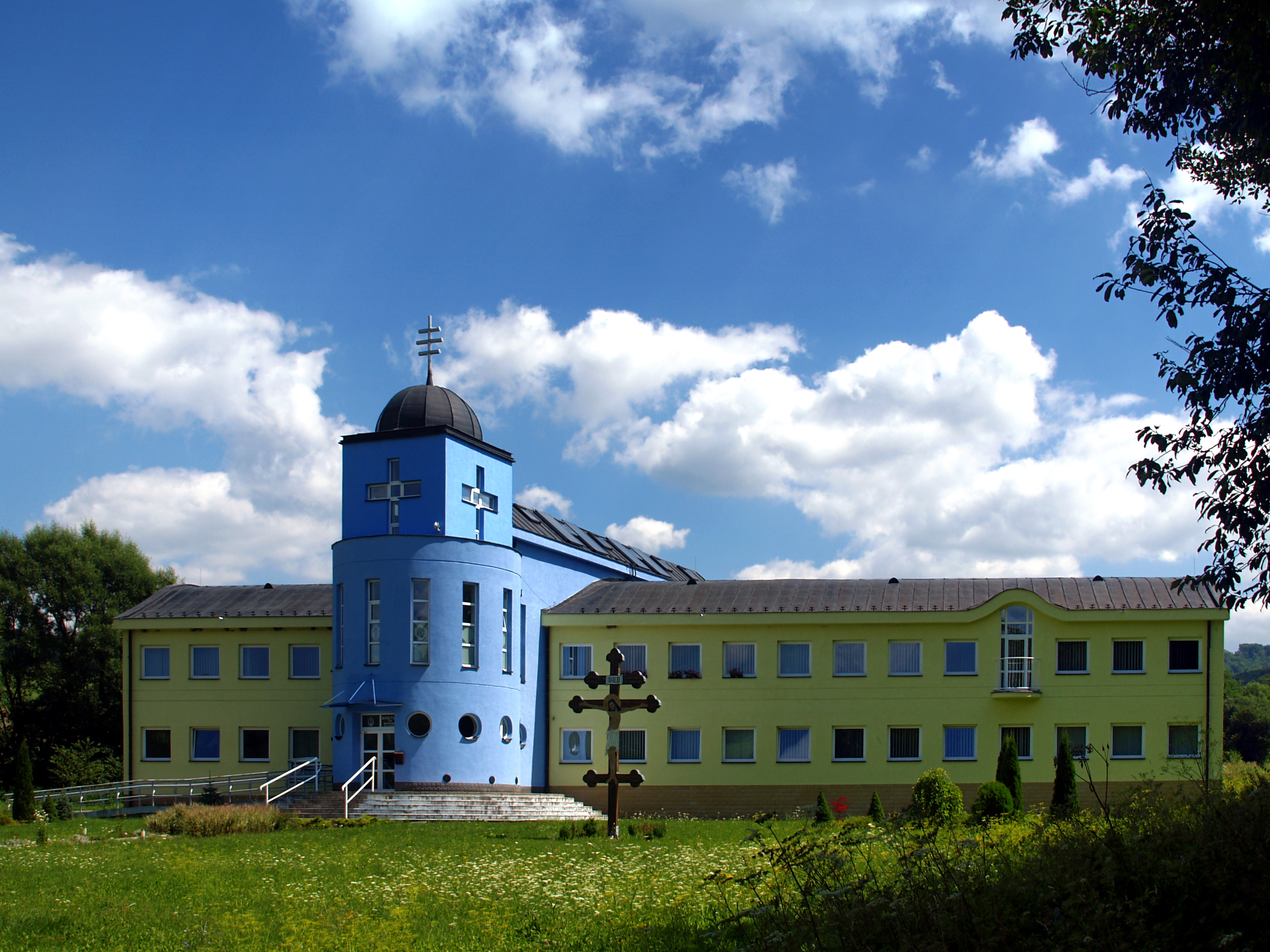
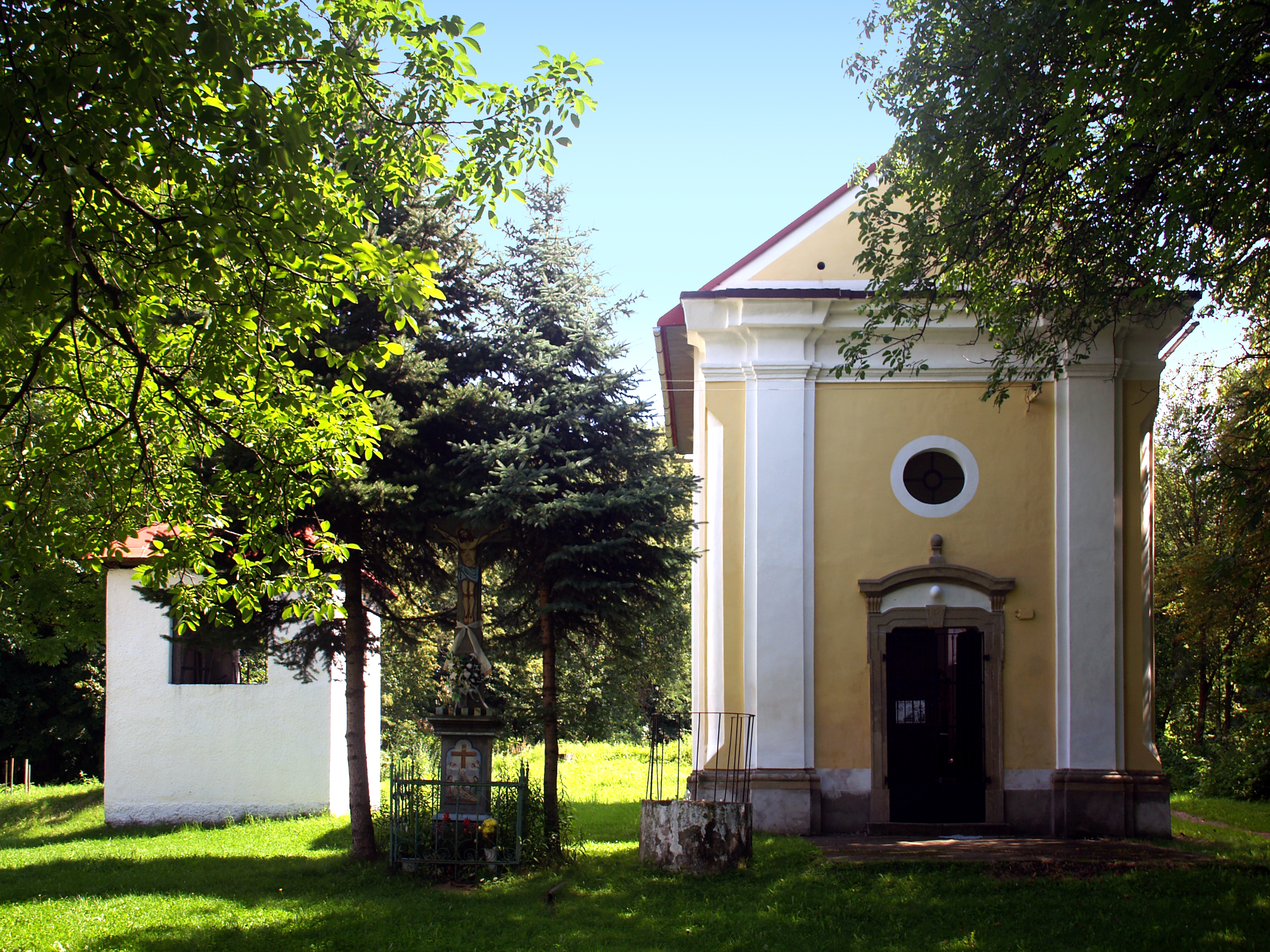
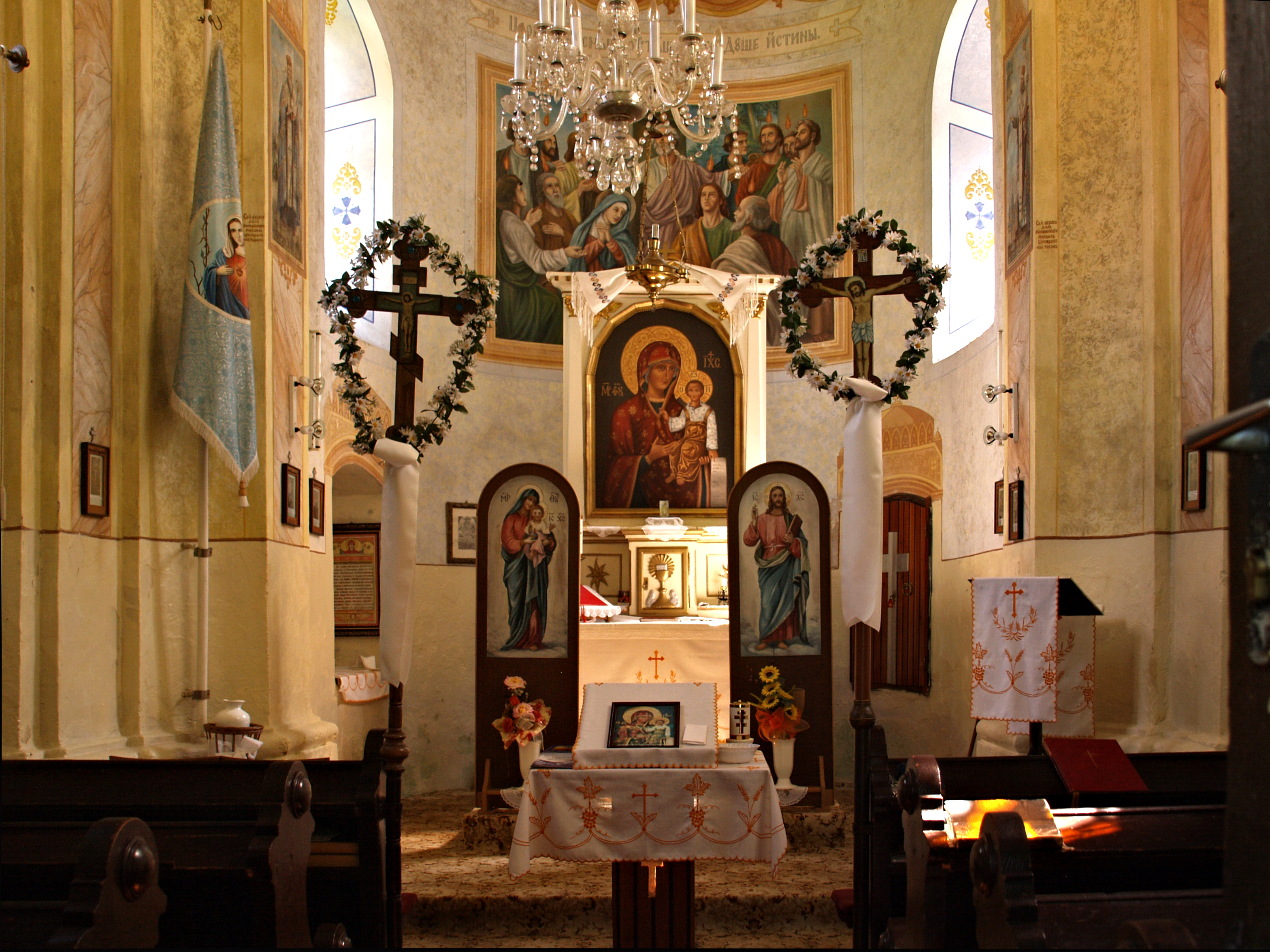
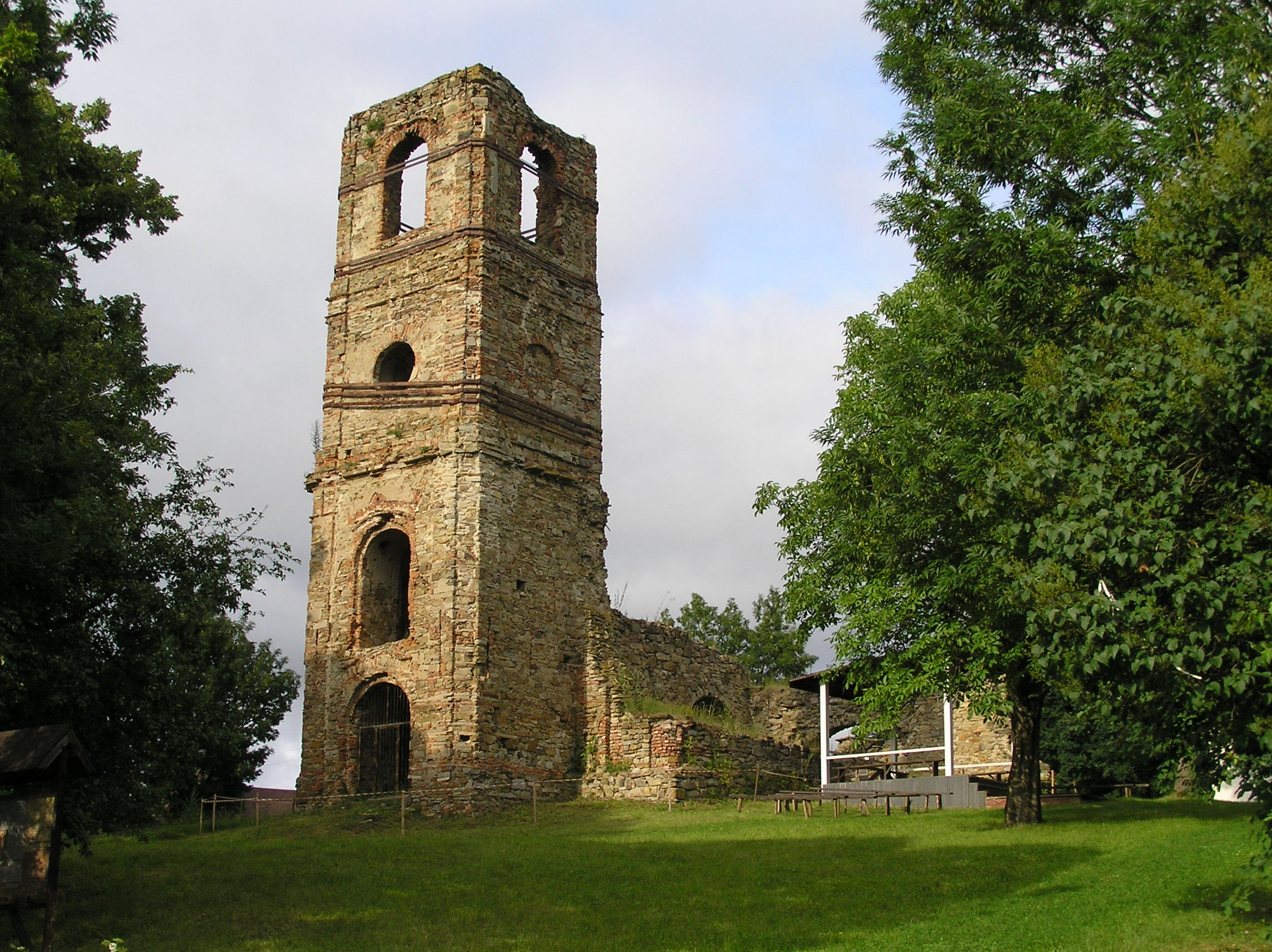
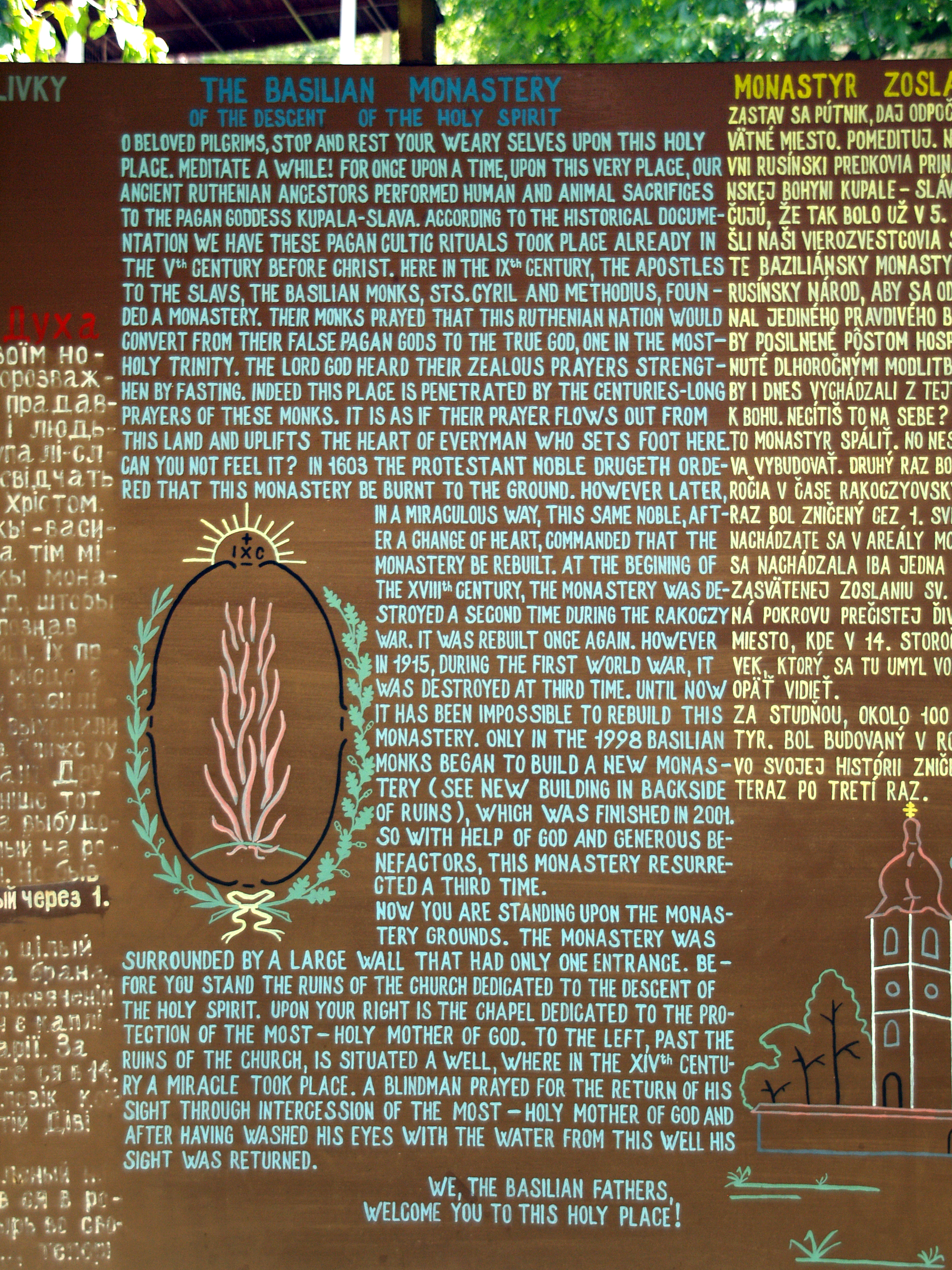

Brestov nad Laborcom · Čabalovce · Čabiny · Čertižné · Habura · Kalinov · Krásny Brod · Medzilaborce · Ňagov · Oľka · Oľšinkov · Palota · Radvaň nad Laborcom · Repejov · Rokytovce · Roškovce · Sukov · Svetlice · Valentovce · Volica · Výrava ·  Zbojné · Zbudská Belá